# L'Action française du dimanche
L’Action française du dimanche est un hebdomadaire de l'Action française destiné aux milieux agricoles publié pendant sept années entre octobre 1919 et novembre 1925,. En décembre 1925, le journal est renommé L'Action française agricole.
L’organe de presse se voulait le « Journal hebdomadaire rural de défense rurale et de défense sociale ». L’Action française du dimanche était tiré à 25 000 exemplaires et constituait le pendant du quotidien L'Action française (titrant à 100 000 exemplaires) pour la journée du dimanche où ce dernier ne paraissait pas. L'hebdomadaire faisait l'objet de plusieurs éditions régionales, présentant des rubriques consacrées aux thématiques locales, c'était le cas notamment de la Savoie et du Limousin.

## Contributions
Chacun de ses numéros contenait un article de l'écrivain Léon Daudet et de l'historien Jacques Bainville où les événements de la semaine écoulée étaient commentés à l'usage des agriculteurs. Une revue de presse, une revue des faits marquants, dont des chroniques artistiques et littéraires de grande qualité selon l'historien Gilles Richard, et des renseignements à l’usage des paysans y figuraient aussi. L'almanach de l'Action Française de 1925 expliquait que son « succès est très grand puisqu’il est beaucoup plus lu que les journaux agricoles socialistes ou communistes ».
L'académicien Charles Maurras, l'homme politique Xavier Vallat, l'historien de l'art Louis Dimier, l'inventeur Georges Claude et l'homme politique Louis Pasteur Vallery-Radot, le journaliste Georges Coquelle ont aussi contribué à L’Action française du dimanche.

## Critiques
L'Action française du dimanche fait l'objet de critiques dans les médias de l'époque. Selon le journaliste André Gaucher, il aurait été « créé uniquement pour permettre à l'honorable Léon Daudet de toucher quelques billets supplémentaires et de caser son oncle et beau-père ». Selon ce même journaliste, l'hebdomadaire aurait été envoyé gratuitement à 10 000 abonnés en Bretagne « en prévision d'une candidature éventuelle de Daudet dans la Loire-inférieure ».

## Postérité
En décembre 1925, L’Action française du dimanche devient L'Action française agricole, qui continue « sa propre propagande et la campagne anti-communiste ». L'hebdomadaire sera édité sous ce titre jusqu'en juillet 1931.
À la suite de la condamnation papale par Pie XI de L'Action française en 1926, l'historien Jacques Prévotat souligne que des prêtres, comme des laïcs, détournent l’interdiction romaine de lecture du journal, en s’abonnant à L'Action française agricole qui n’est pas totalement condamnée,, grâce à des dispenses accordées dans certains évêchés.

## Presse
- L'Action française du dimanche dans Gallica, la bibliothèque numérique de la BnF.
- L'Action française agricole dans Gallica, la bibliothèque numérique de la BnF.

## Notes et références

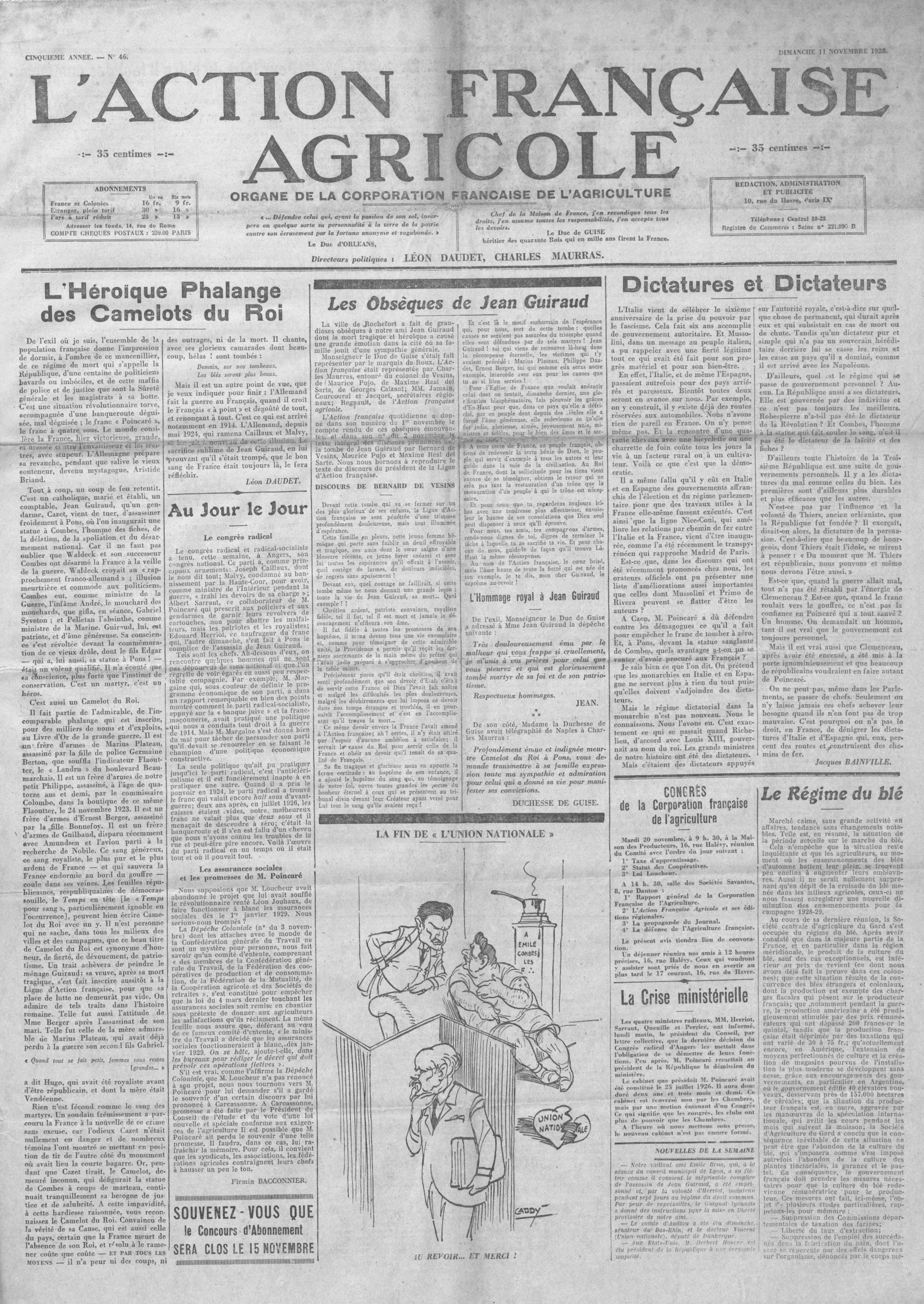
L'Action française agricole du 11 novembre 1928.